# ترخين أباد (سيد جمال الدين)
ترخین أباد (بالفارسية: ترخین‌آباد) هي قرية تقع في إيران في قسم سید جمال الدین الريفي. يقدر عدد سكانها بـ 420 نسمة بحسب إحصاء 2016.